# 珀耳修斯与安德洛墨达
《珀耳修斯与安德洛墨达》（Perseus and Andromeda）是英国画家弗雷德里克·雷顿的一幅油画，创作于1891年，在皇家艺术研究院展出。 画作描绘希腊神话中安德洛墨达的故事。 虽然这是一个古典神话故事，但是雷顿却采用了哥特式风格。 这幅画现藏于利物浦沃克美術館.